# 罗摩神庙

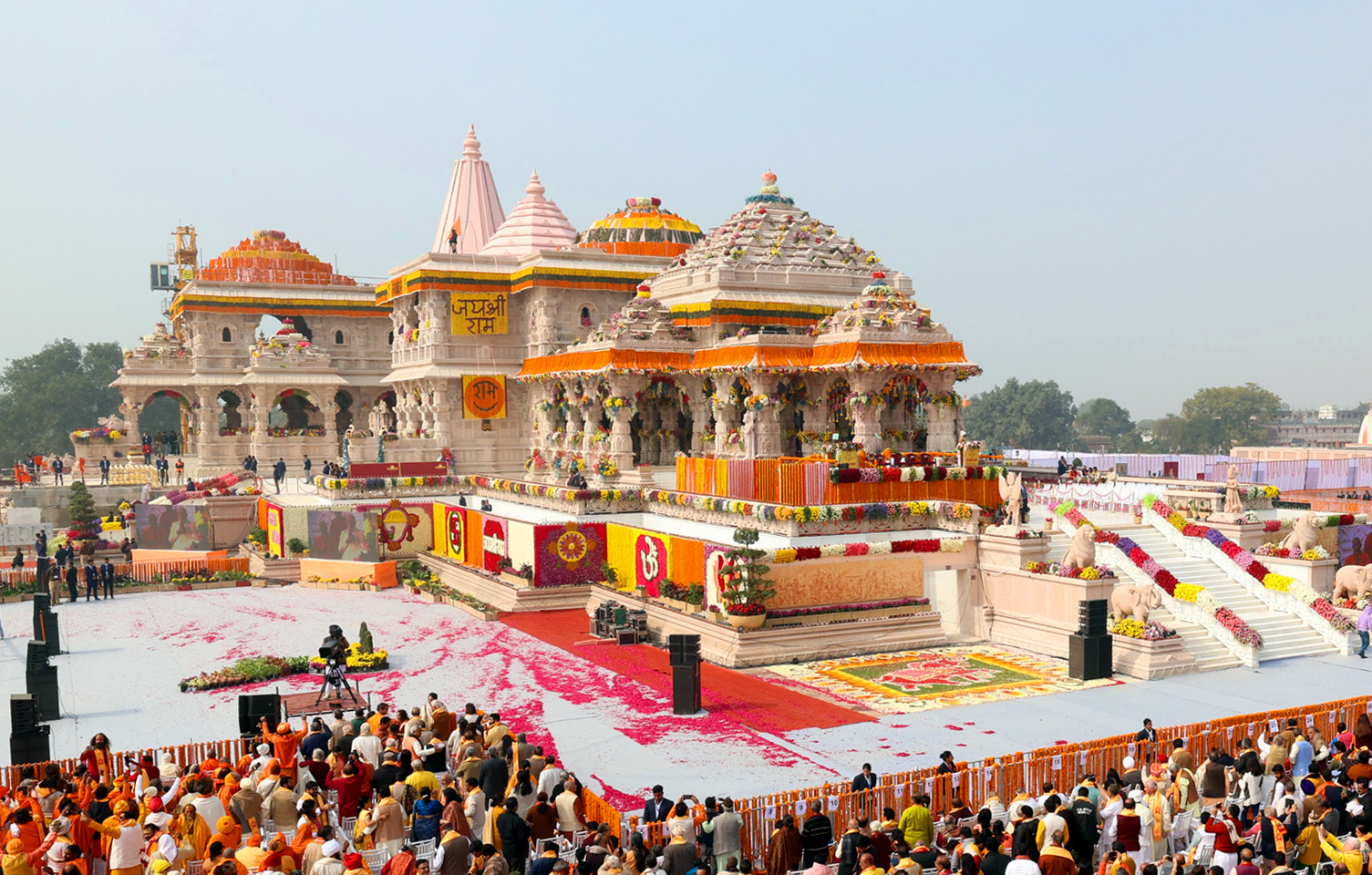
罗摩神庙

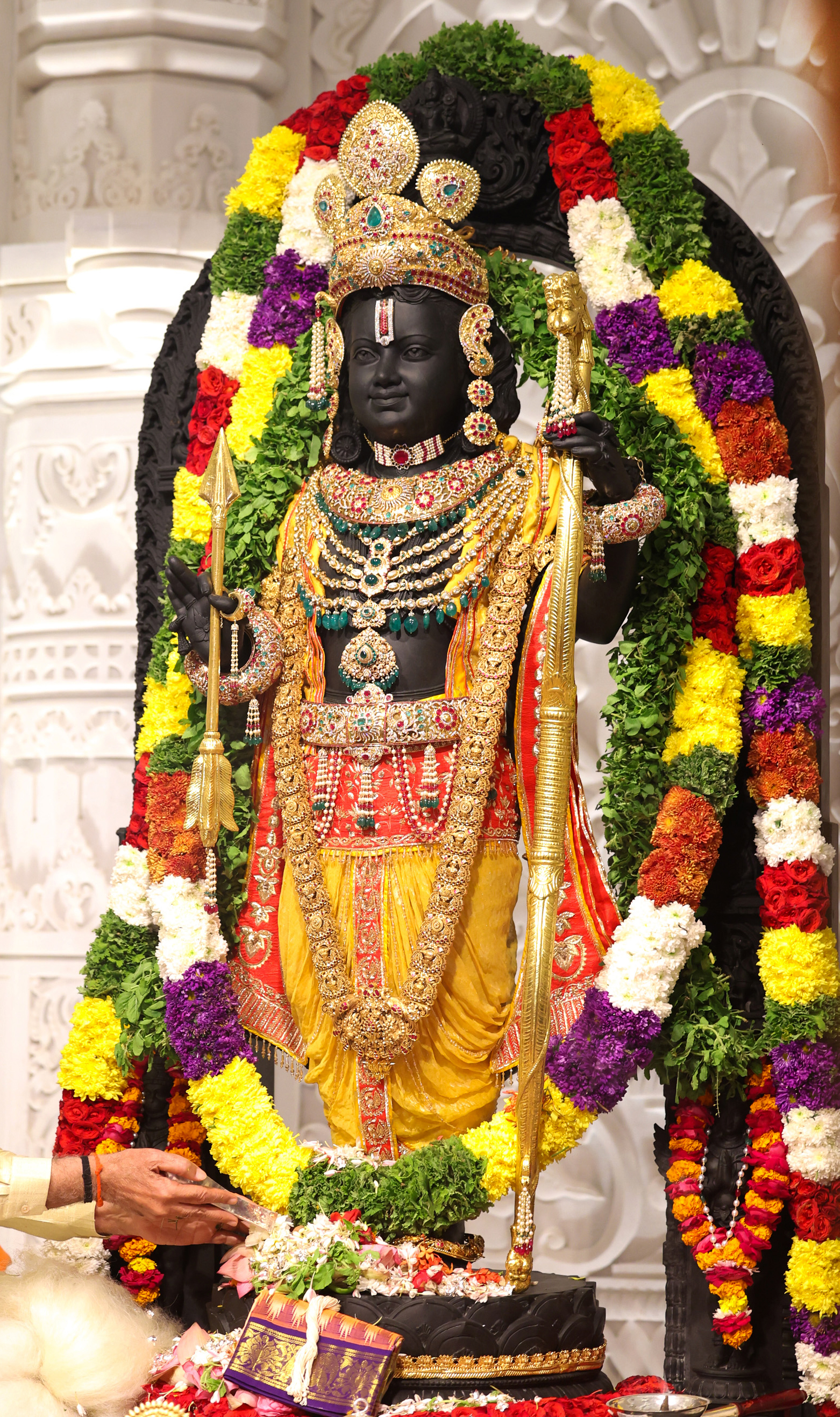
庙里供奉的罗摩像

罗摩神庙（英語：Ram Mandir）是印度一個印度教寺庙，以纪念罗摩，位于印度的印度教圣城阿约提亚，且是在1992年被拆除的巴布里清真寺遺址上。2020年8月6日，印度总理莫迪为罗摩神庙奠基。2024年1月22日，罗摩神庙揭幕，印度总理莫迪出席。